# Manaos Sporting Club
O Manaos Sporting Club, também grafado como Manáos ou Manaós, foi um clube futebol brasileiro com sede na cidade de Manaus, capital do estado do Amazonas. Tem sua fundação datada de 2 de julho de 1913 e sua sede ficava situada na rua Quintino Bacaiúva.
Disputou sua primeira partida em 17 de agosto de 1913, numa derrota para o Nacional e participou de todas as edições do campeonato estadual entre os anos 1914 a 1931. Conquistou o título estadual de 1929 e foi extinto em 1931.

## Títulos
- Campeonato Amazonense: 1929.[3][4]